# Кой-Авган-Баши
Кой-Авган-Баши — вершина Центрального Кавказа, по правой стороне Баксанского ущелья, на хребте Адылсу (между горой ВИАтау и пиком Локомотив). Расположена между долинами рек Адылсу и Адырсу. К югу от горы находится перевал Кой-Ауган-Ауш (карач.-балк. Къой Аугъан Аууш — «перевал, через который перегоняют овец»).
Название вершины тесно связано с названием перевала и переводится как «вершина, где перешли овцы» (карач.-балк. Къой Аугъан Башы: къой — «овца, аугъан — причастие от глагола ауаргъа — «перейти», башы — «вершина»).

## Топографические карты
- Лист карты K-38-26-1.